# باكو ديلغادو
باكو ديلغادو (بالإسبانية: Francisco Delgado López)‏ هو مصمم أزياء تقليدية إسباني، ولد في 1965 في أريثيفي في إسبانيا.

## وصلات خارجية
- باكو ديلغادو على موقع IMDb (الإنجليزية)